# Wilhelmine Kurfürst

Wilhelmine Kurfürst, vor 1929

Wilhelmine „Nanny“ Kurfürst (* 23. August 1892 in Bordesholm als Wilhelmine Röschmann; † 18. Februar 1945 in Schleswig) war eine deutsche Politikerin (SPD) und Abgeordnete im Reichstag der Weimarer Republik.

## Leben und Wirken
Röschmann besuchte von 1898 bis 1907 die Dorfschule im Ortsteil in Eiderstede in Bordesholm. Danach arbeitete sie neun Jahre lang als Hausangestellte in Kiel. Den Namen Kurfürst nahm sie 1916 nach ihrer Eheschließung mit dem Maschinenbaugesellen Hermann Kurfürst an. Nachdem sie bereits als junge Frau in die Sozialdemokratische Partei Deutschlands (SPD) eingetreten war, begann Kurfürst sich 1920 öffentlich politisch zu betätigen. So leitete sie zusammen mit Emma Drewanz die erste SPD-Frauengruppe in Groß-Kiel. 1924 wurde sie Stadtverordnete in Kiel.
Bei der Reichstagswahl vom Mai 1928 wurde Kurfürst als Kandidatin der SPD für den Wahlkreis 35 (Mecklenburg) in den Reichstag gewählt, dem sie bis zur Wahl vom September 1930 angehörte. Ferner war sie Vorstandsmitglied der Arbeiterwohlfahrt in Schleswig-Holstein.
Auf die Machtergreifung der Nationalsozialisten 1933 folgte das Verbot der SPD, wovon auch Nanny Kurfürst betroffen war. Sie wurde im Juni 1933 von der Ausübung ihrer Mandate ausgeschlossen und konnte auch dem Vorstand der Arbeiterwohlfahrt nicht mehr angehören. Am 5. November 1933 wurde Nanny Kurfürst von der Gestapo in sogenannte „Schutzhaft“ genommen und nach vier Tagen wieder entlassen. Mit dieser Verhaftung wollten die Nationalsozialisten verhindern, dass Mitglieder der SPD und KPD eine Rede Adolf Hitlers störten.
Während des Zweiten Weltkriegs gehörte Nanny Kurfürst zu einer Gruppe von Kielern SPD-Mitgliedern, die sich heimlich z. B. in der Gartenlaube von Emma Drewanz trafen. Kurfürst betrieb während des Zweiten Weltkriegs einen Tabakladen in Kiel. Im Februar 1945 starb Nanny Kurfürst in einem Schleswiger Krankenhaus mit 52 Jahren an Krebs.